# Edifici Balmes
L'Edifici Balmes o antiga Escola Comercial, situat als carrers de Balmes i de Rosselló de Barcelona, és una obra inclosa a l'Inventari del Patrimoni Arquitectònic de Catalunya.

## Història
En aquest indret hi havia estat el Frontó Condal, obra de Francesc Rogent i Pedrosa i inaugurat el 1896. Va estar en funcionament fins a l'any 1924, quan fou enderrocat. El 1926, els jesuïtes, que havien comprar el terreny, hi van fer construir l'edifici actual, projectat per l'arquitecte Enric Sagnier i Villavecchia. L'existència del frontó en va condicionar l'estuctura, amb una façana llarga al carrer de Rosselló que resseguia la forma de la pista. Fou inaugurat l'any següent com a seu de l'Institut Comercial Immaculada, on es realitzaven els estudis de comerç que anteriorment es realitzaven al carrer de Casp (vegeu Col·legi Casp-Sagrat Cor de Jesús).
L'any 1953, l'edifici va ser ocupat pel Fòrum Vergés, centre cultural que pertanyia a la Companyia de Jesús. El 1990, la Generalitat de Catalunya el va comprar i per a instal·lar-hi la primera seu de la Universitat Pompeu Fabra (UPF). Per a condicionar-la com a edifici universitari s'hi van fer reformes interiors i la rehabilitació de la façana. El 1992 també es va annexionar una finca adjacent al carrer de Balmes, construint un edifici modern que intenta integrar-se estèticament en la construcció antiga. Des de l'any 1997 acull l'Institut d'Educació Continua (IDEC) de la UPF.

## Descripció
Consta de planta baixa, quatre pisos, un àtic enretirat de la línia de façana construït posteriorment i el terrat pla transitable. Presenta tres façanes articulades pels angles arrodonits de les cantonades i unificades per una mateixa estructuració horitzontal dividida en quatre trams.

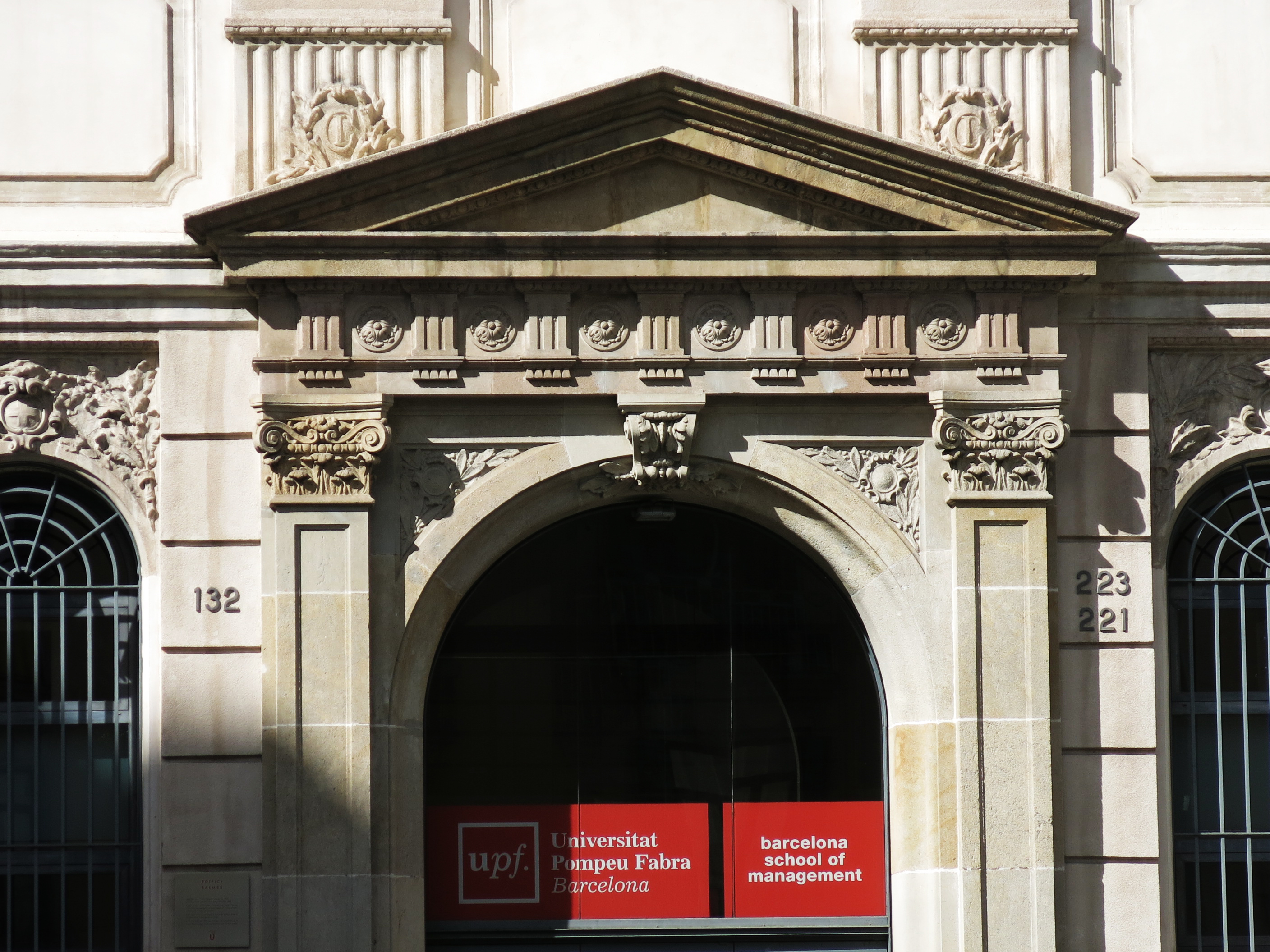
Portal amb frontó

La façana principal s'ubica a la cantonada i presenta cinc eixos verticals d'obertures, formant una composició axial al voltant de l'accés principal (actualment al nou edifici del carrer de Balmes). La planta baixa presenta un sòcol de pedra on s'assenten els finestrals laterals rematats per una arc de mig punt. Al centre es troba el portal d'accés flanquejat per dues pilastres amb capitell que sostenen un entaulament complet amb frontó triangular. Creuant la porta s'hi accedia a un ample vestíbul on se situen al fons la caixa d'escales. Una imposta motllurada separa la planta baixa del segon tram, que comprèn les següents tres plantes pis, on les obertures es presenten emmarcades per pilastres d'ordre gegant. Els capitells d'aquestes pilastres sostenen una cornisa que el separa del tercer tram ocupat per una planta pis. El coronament es presenta amb una cornisa en voladís sustentada per permòdols i rematada per la balustrada del terrat. Aquesta façana principal resta delimitada pels angles arrodonits que serveixen d'articulació de les diferents façanes. Aquests angles presenten un eix d'obertures rematat per un capcer esculpit amb escut central.
Les altres dues façanes segueixen el mateix sistema distributiu horitzontal, però la del carrer de Balmes presenta un únic eix vertical d'obertures, i la del carrer del Rosselló, presenta set. A l'últim eix, a tocar de la paret mitgera i ornamentat a la manera dels angles, presenta un petit portal d'accés secundari a la planta baixa.